# Antonij (Podorovskij)
Antonij (světským jménem: Viktor Jevgeněvič Podorovskij; * 13. července 1984 Taškent) je uzbecký duchovní Ruské pravoslavné církve a biskup syzraňský a šigonský.

## Život
Narodil se 13. července 1984 v Taškentu.
Nastoupil na Samarský duchovní seminář a roku 2008 absolvoval filosofickou fakultu Samarské univerzity. Je absolventem duchovního akademie na Krétě a Moskevské duchovní akademie. Dne 18. srpna 2006 byl postřižen na monacha se jménem Antonij na počest svatého Antonína Pečerského. Dne 6. května 2007 byl arcibiskupem samarským a syzraňským Sergijem (Poletkinem) rukopoložen na jerodiákona a 14. srpna na jeromonacha. Stal se regentem chóru Zavolžského monastýru.
V letech 2007–2009 přednášel na Samarském duchovním semináři a v letech 2011–2019 na Samarské oblastní akademii. Od roku 2010 působil jako blagočinný monastýru. Roku 2020 byl ustanoven vedoucím katedry biblistiky duchovního semináře a následující rok blagočinným monastýrského okruhu.
Od roku 2022 byl představeným Zavolžského monastýru. Dne 27. prosince 2024 byl Svatým synodem zvolen biskupem syzraňským a šigonským a 11. ledna následujícího roku byl povýšen na archimandritu. Dne 14. února byl oficiálně jmenován biskupem a následující den proběhla v chrámu Krista Spasitele v Moskvě jeho biskupská chirotonie. Světiteli byli patriarcha moskevský a celé Rusi Kirill, metropolita voskresenský Grigorij (Petrov), metropolita samarský a novokujbyševský Sergij (Poletkin), metropolita archangelský a cholmogorský Kornilij (Sinjajev), metropolita zvenigorodský Arsenij (Pěrevalov), arcibiskup odincovský a krasnogorský Foma (Mosolov), biskup otradněnský a pochvistněvský Nikifor (Chotějev), biskup kinělský a bezenčukský Sofronij (Balandin), biskup toljattinský a žigulevský Nestor (Ljuberanskij), biskup istrijský Serafim (Amelčenkov) a biskup ramenský Alexij (Turikov).